# Nazionale maschile di calcio della Repubblica Democratica del Congo
La nazionale di calcio della Repubblica Democratica del Congo, soprannominata Les Léopards (I leopardi), è la rappresentativa nazionale calcistica dell'omonimo paese africano ed è posta sotto l'egida della Fédération Congolaise de Football-Association.
In passato era conosciuta come nazionale di calcio dello Zaire, quando l'attuale RD del Congo era conosciuta come Zaire (1971-1997). In quel periodo la squadra si qualificò per i mondiali di calcio del 1974, prima nazionale dell'Africa subsahariana a riuscire nell'impresa. Il traguardo fu storico, ma la prestazione al mondiale negativa: gli zairesi furono eliminati dopo la fase a gironi senza riuscire a segnare in nessuna delle tre partite disputate e subendo una sconfitta per 9-0 contro la Jugoslavia, la peggiore per la nazionale africana e il più ampio scarto in una partita della fase finale dei mondiali insieme a Ungheria - El Salvador 10-1 (Spagna 1982).
Il 18 febbraio 2006 il presidente Joseph Kabila decise di adottare un nuovo emblema nazionale passando da quello vecchio in cui era ritratto un leone (da cui il vecchio soprannome lions) a quello odierno in cui il leone è stato sostituito da un leopardo e cambiando, quindi, anche il soprannome della squadra nazionale.
La squadra ha vinto due Coppe d'Africa, una come RD del Congo (o Congo-Kinshasa) nel 1968 e una come Zaire nel 1974, e due campionati delle nazioni africane (2009 e 2016), record condiviso con il Marocco.
Nella graduatoria FIFA in vigore da agosto 1993 il miglior posizionamento raggiunto è stato il 28º posto nel luglio 2017, mentre il peggiore è stato il 133º posto di ottobre 2011; occupa il 67º posto della graduatoria.

## Storia

### Primi anni
La fondazione della Fédération Congolaise de Football-Association (FECOFA) risale al 1919, quando lo stato non era ancora indipendente.
L'esordio del Congo belga risale al 1948, contro la Rhodesia Settentrionale, oggi Zambia, e si concluse con un successo congolese per 3-2.
Nel 1962 la federcalcio si affiliò alla FIFA e nel 1963 alla CAF.
L'11 aprile 1963 la squadra disputò la sua prima partita ufficiale, contro la Mauritania, nel torneo L'Amitié di Dakar, in Senegal, e vinse per 6-0.

### Anni di gloria (1968-1974)
La Repubblica Democratica del Congo vinse la Coppa d'Africa 1968 disputata in Etiopia, battendo in finale il Ghana per 1-0.
Il 22 novembre 1969 fece registrare la più larga vittoria della propria storia, sconfiggendo per 10-1 lo Zambia. Anche se in questo periodo svariati giocatori congolesi militavano nei campionati europei (soprattutto il campionato belga), la nazionale era costituita principalmente da giocatori che militavano nel campionato locale. Tra i giocatori militanti all'estero vi era Julien Kialunda, che giocò la Coppa d'Africa 1972 con lo Zaire all'epoca della sua militanza nell'Anderlecht.
Lo Zaire vinse la Coppa d'Africa 1974 in Egitto. I leopardi sconfissero la Guinea per 2-1, il Rep. del Congo per 2-1 e le Mauritius per 4-1. In semifinale ebbero la meglio sull'Egitto per 3-2 e in finale pareggiarono con lo Zambia per 2-2. Nella ripetizione della finale, due giorni dopo, vinsero per 2-0. Mulamba Ndaye fu capocannoniere del torneo con 9 gol segnati, record per il torneo. La squadra fece poi un trionfale ritorno in patria sull'aereo di stato concesso per l'occasione dal presidente Mobutu, che convocò la formazione nel suo palazzo presidenziale per assegnare a ogni singolo calciatore un sostanzioso premio in denaro che avrebbe consentito a ognuno di sistemare per sempre le proprie famiglie.
Lo Zaire divenne la prima nazionale dell'Africa subsahariana a qualificarsi per il campionato del mondo di calcio qualificandosi per Germania Ovest 1974 a spese del Marocco, che aveva rappresentato l'Africa a Messico 1970 e che fu sconfitto dai congolesi per 3-0 in un decisivo incontro giocato a Kinshasa. Ai mondiali lo Zaire non riuscì a segnare in nessuno dei tre incontri della prima fase: nella prima partita venne sconfitto dalla Scozia per 2-0, quindi nella seconda subì la più larga sconfitta della sua storia a Gelsenkirchen contro la Jugoslavia (9-0).
Nell'ultima partita del girone, lo Zaire si trovò di fronte il Brasile di Rivelino, il quale necessitava di una vittoria con almeno tre gol di scarto per accedere alla fase finale della Coppa del Mondo. La Seleçao segnò il primo gol al 13’ del primo tempo con Jairzinho, trovò il bis al 67' con Rivelino e il gol-qualificazione 12 minuti dopo con Valdomiro. Quello che accadde dopo, però, passò alla storia più del punteggio della gara.
Sul risultato di 3-0 per i brasiliani fu assegnata una punizione al limite dell'area difesa dagli africani; sul pallone si presentò Rivelino, uno dei migliori interpreti dei calci piazzati dell'epoca. Prima del fischio dell'arbitro, Joseph Mwepu Ilunga si staccò dalla barriera e calciò il pallone lontano, sfiorando il volto di un incredulo Jairzinho. Tra le risate dei giocatori brasiliani e l'allora incomprensibile collera di Mwepu, l'arbitro ammonì quest'ultimo. La punizione non sortì alcun effetto e la partita si concluse sul 3-0. L'azione di Mwepu, apparentemente inspiegabile, era in realtà legata ad una situazione drammatica che stavano vivendo i giocatori africani: Mobutu e i suoi uomini, a causa delle sconfitte rimediate prima dell'ultima partita del girone, minacciarono la squadra dicendo loro che se avessero perso con più di tre gol di scarto non avrebbero fatto ritorno a casa, e le loro famiglie avrebbero subito un destino simile al loro.

### Crisi (1974-1990)
Eliminata nella prima fase della Coppa d'Africa 1976 con un pari e due sconfitte in tre partite, la squadra congolese non riuscì a qualificarsi per il massimo torneo continentale dal 1978 al 1986, né prese parte alle qualificazioni mondiali per Argentina 1978 e Messico 1986.
Nella Coppa d'Africa 1988 finì ultima nel proprio girone con due pareggi in due partite e fu eliminata.

### Ritorno ai vertici (1992-1998)
Dal 1992 al 1996 lo Zaire raggiunse per tre volte consecutive i quarti di finale della Coppa d'Africa. Nel 1992 e nel 1994 fu sconfitto dalla Nigeria e nel 1996 dal Ghana.
Nel 1997 il nome del paese cambiò in Repubblica Democratica del Congo e il soprannome dei calciatori della nazionale divenne simba. L'8 giugno 1997 la nazionale esordì con il nuovo nome a Pointe-Noire, dove perse per 1-0 contro la Repubblica del Congo.
Nella Coppa d'Africa 1998 la RD del Congo, guidata da Louis Watunda, ottenne un sorprendente terzo posto. Batté per 1-0 il quotato Camerun nei quarti di finale, prima di arrendersi al Sudafrica in semifinale (2-1 dopo i tempi supplementari). Nella finale per il terzo posto prevalse sui padroni di casa del Burkina Faso in quello che si rivelò un match rocambolesco: i congolesi andarono sotto di 3 gol, segnarono il gol del 3-1, subirono il gol del 4-1 e poi, in tre minuti, dall'86º all'89º, realizzarono tre gol e pareggiarono l'incontro, portandolo ai supplementari; dopo anche quelli, vinsero ai tiri di rigore per 4-1.

### Anni 2000
Si qualificò anche per la Coppa d'Africa 2000, ma si piazzò terza nel proprio girone e fu eliminata. Nel Coppa d'Africa 2002 fu eliminata ai quarti di finale dal Senegal, mentre nel 2004 fu estromessa al primo turno, dopo aver subito tre sconfitte in altrettanti incontri di prima fase.
Nel 2006, sotto la guida del francese Claude Le Roy, la squadra fu eliminata ai quarti di finale dall'Egitto, che vinse per 4-1.
Mancò poi la qualificazione alla Coppa d'Africa 2008, ma vinse il campionato delle nazioni africane 2009, competizione riservata a nazionali composte esclusivamente da calciatori militanti nei campionati africani.

### Anni 2010 e 2020
Nella Coppa d'Africa 2013 fu eliminata dopo la prima fase, dopo tre pareggi. Nella Coppa d'Africa 2015 si piazzò terza, dopo aver eliminato Congo (4-2 in rimonta dopo uno svantaggio di due gol) nei quarti di finale e aver ceduto alla Costa d'Avorio (3-1) in semifinale, prima di battere la Guinea Equatoriale dopo i tiri di rigore (0-0 dopo i tempi supplementari) nella finale di consolazione.
Nel 2016 si aggiudicò il campionato delle nazioni africane.
Nella Coppa d'Africa 2017 la RD del Congo vinse il proprio girone, ma fu eliminata ai quarti di finale dal Ghana (2-1); Junior Kabananga fu capocannoniere del torneo con 3 gol. Sfiorata la qualificazione al campionato del mondo 2018, a causa di una sconfitta in casa della Tunisia e a un pareggio nel successivo match casalingo contro lo stesso avversario, la RD del Congo fu eliminata dalla Coppa d'Africa 2019 agli ottavi di finale, perdendo ai tiri di rigore contro il Madagascar. Non si qualificò invece alla Coppa d'Africa 2021. Nel 2021, sotto la conduzione di Héctor Cúper, la squadra riuscì a qualificarsi ai play-off per l'accesso al campionato del mondo 2022, ma mancò la qualificazione, venendo eliminata dal Marocco (1-1 all'andata in casa, 4-1 al ritorno in Marocco).
Nell'edizione del 2023 della Coppa d'Africa i leopardi, guidati dal francese Sébastien Desabre, ritornarono ai vertici del calcio continentale, ottenendo il quarto posto. Dopo aver superato il girone con tre pareggi contro Marocco, Tanzania e Zambia, eliminano l'Egitto ai tiri di rigore, in una lunga serie decisa dall'errore dal dischetto di Gabaski, portiere dell'Egitto, e dalla successiva rete dell'estremo difensore congolese Lionel Mpasi. Nel turno successivo superano la Guinea per 3-1 e giunsero in semifinale, dove persero contro i padroni di casa della Costa d'Avorio. Vengono in fine sconfitti ai tiri di rigore dal Sudafrica nella finale per il terzo posto.

## Colori e simboli

### Divise storiche
| Mondiali 1974                                                                                    | Mondiali 1974                                                                       | Mondiali 1974 | Mondiali 1974 |
| ------------------------------------------------------------------------------------------------ | ----------------------------------------------------------------------------------- | ------------- | ------------- |
| Casa                                                                                             | Trasferta                                                                           |               |               |
| Manica sinistra · Maglietta · Maglietta · Manica destra · Pantaloncini · Calzettoni · Calzettoni | Manica sinistra · Maglietta · Maglietta · Manica destra · Pantaloncini · Calzettoni |               |               |
| -                                                                                                |                                                                                     |               |               |

| Coppa d'Africa 2012                                                                                                   | Coppa d'Africa 2012                                                                 | Coppa d'Africa 2012 | Coppa d'Africa 2012 |
| --- | ----------------------------------------------------------------------------------- | ------------------- | ------------------- |
| Casa | Trasferta                                                                           |                     |                     |
| Manica sinistra · Manica sinistra · Maglietta · Maglietta · Manica destra · Manica destra · Pantaloncini · Calzettoni | Manica sinistra · Maglietta · Maglietta · Manica destra · Pantaloncini · Calzettoni |                     |                     |
| Erreà |                                                                                     |                     |                     |

| Coppa d'Africa 2015                                                                 | Coppa d'Africa 2015 | Coppa d'Africa 2015 | Coppa d'Africa 2015 |
| ----------------------------------------------------------------------------------- | --- | ------------------- | ------------------- |
| Casa                                                                                | Trasferta |                     |                     |
| Manica sinistra · Maglietta · Maglietta · Manica destra · Pantaloncini · Calzettoni | Manica sinistra · Manica sinistra · Maglietta · Maglietta · Manica destra · Manica destra · Pantaloncini · Pantaloncini · Calzettoni |                     |                     |
| O'Neills                                                                            | |                     |                     |

## Commissari tecnici
- Ferenc Csanádi (1967-1968)
- Léon Mokuna (1968-1970)
- Blagoje Vidinić (1972-1974)
- Ștefan Stănculescu (1974-1976)
- Otto Pfister (1985-1989)
- Paul Bonga Bonga (1989)
- Jean-Santos Muntubila (1995)
- Muhsin Ertuğral (1995-1996)
- Jean-Santos Muntubila (1996-1997)
- Jean-Santos Muntubila (2001)
- Yuri Gavrilov (2001)
- Eugène Kabongo (2002)
- Mick Wadsworth (2003-2004)
- Claude Le Roy (2004-2006)
- Henri Depireux (2006-2007)
- Patrice Neveu (2008-2010)
- Robert Nouzaret (2010-2011)
- Claude Le Roy (2011-2013)
- Jean-Santos Muntubila (2013-2014)
- Florent Ibengé (2014-2019)
- Christian Nsengi-Biembe (2019-2021)
- Héctor Cúper (2021-2022)
- Sébastien Desabre (2022-in corso)

## Palmarès
- Coppa d'Africa: 2

Etiopia 1968, Egitto 1974
- Campionato delle Nazioni Africane: 2

Costa d'Avorio 2009, Ruanda 2016

## Partecipazioni ai tornei internazionali
Legenda: Grassetto: Risultato migliore, Corsivo: Mancate partecipazioni

## Statistiche dettagliate sui tornei internazionali

### Mondiali
| Anno | Luogo                    | Piazzamento      | V | N | P | Gol  |
| ---- | ------------------------ | ---------------- | - | - | - | ---- |
| 1930 | Uruguay                  | Non partecipante | - | - | - | -    |
| 1934 | Italia                   | Non partecipante | - | - | - | -    |
| 1938 | Francia                  | Non partecipante | - | - | - | -    |
| 1950 | Brasile                  | Non partecipante | - | - | - | -    |
| 1954 | Svizzera                 | Non partecipante | - | - | - | -    |
| 1958 | Svezia                   | Non partecipante | - | - | - | -    |
| 1962 | Cile                     | Non partecipante | - | - | - | -    |
| 1966 | Inghilterra              | Non partecipante | - | - | - | -    |
| 1970 | Messico                  | Non partecipante | - | - | - | -    |
| 1974 | Germania Ovest           | Primo turno      | 0 | 0 | 3 | 0:14 |
| 1978 | Argentina                | Ritirata         | - | - | - | -    |
| 1982 | Spagna                   | Non qualificata  | - | - | - | -    |
| 1986 | Messico                  | Non partecipante | - | - | - | -    |
| 1990 | Italia                   | Non qualificata  | - | - | - | -    |
| 1994 | Stati Uniti              | Non qualificata  | - | - | - | -    |
| 1998 | Francia                  | Non qualificata  | - | - | - | -    |
| 2002 | Corea del Sud / Giappone | Non qualificata  | - | - | - | -    |
| 2006 | Germania                 | Non qualificata  | - | - | - | -    |
| 2010 | Sudafrica                | Non qualificata  | - | - | - | -    |
| 2014 | Brasile                  | Non qualificata  | - | - | - | -    |
| 2018 | Russia                   | Non qualificata  | - | - | - | -    |
| 2022 | Qatar                    | Non qualificata  | - | - | - | -    |

### Coppa d'Africa
| Anno | Luogo                      | Piazzamento      | V | N | P | Gol  |
| ---- | -------------------------- | ---------------- | - | - | - | ---- |
| 1957 | Sudan                      | Non partecipante | - | - | - | -    |
| 1959 | Rep. Araba Unita           | Non partecipante | - | - | - | -    |
| 1962 | Impero d'Etiopia           | Non partecipante | - | - | - | -    |
| 1963 | Ghana                      | Non partecipante | - | - | - | -    |
| 1965 | Tunisia                    | Primo turno      | 0 | 0 | 2 | 2:8  |
| 1968 | Impero d'Etiopia           | Campione         | 4 | 0 | 1 | 10:5 |
| 1970 | Sudan                      | Primo turno      | 0 | 1 | 2 | 2:5  |
| 1972 | Camerun                    | Quarto posto     | 1 | 2 | 2 | 9:11 |
| 1974 | Egitto                     | Campione         | 4 | 1 | 1 | 14:8 |
| 1976 | Etiopia                    | Primo turno      | 0 | 1 | 2 | 3:6  |
| 1978 | Ghana                      | Non qualificata  | - | - | - | -    |
| 1980 | Nigeria                    | Non qualificata  | - | - | - | -    |
| 1982 | Libia                      | Non qualificata  | - | - | - | -    |
| 1984 | Costa d'Avorio             | Non qualificata  | - | - | - | -    |
| 1986 | Egitto                     | Non qualificata  | - | - | - | -    |
| 1988 | Marocco                    | Primo turno      | 0 | 2 | 1 | 2:3  |
| 1990 | Algeria                    | Non qualificata  | - | - | - | -    |
| 1992 | Senegal                    | Quarti di finale | 0 | 2 | 1 | 2:3  |
| 1994 | Tunisia                    | Quarti di finale | 1 | 1 | 1 | 2:3  |
| 1996 | Sudafrica                  | Quarti di finale | 1 | 0 | 2 | 2:3  |
| 1998 | Burkina Faso               | Terzo posto      | 3 | 1 | 2 | 10:9 |
| 2000 | Ghana / Nigeria            | Primo turno      | 0 | 2 | 1 | 0:1  |
| 2002 | Mali                       | Quarti di finale | 1 | 1 | 2 | 3:4  |
| 2004 | Tunisia                    | Primo turno      | 0 | 0 | 3 | 1:6  |
| 2006 | Egitto                     | Quarti di finale | 1 | 1 | 2 | 3:6  |
| 2008 | Ghana                      | Non qualificata  | - | - | - | -    |
| 2010 | Angola                     | Non qualificata  | - | - | - | -    |
| 2012 | Gabon / Guinea Equatoriale | Non qualificata  | - | - | - | -    |
| 2013 | Sudafrica                  | Primo turno      | 0 | 3 | 0 | 3:3  |
| 2015 | Guinea Equatoriale         | Terzo posto      | 1 | 4 | 1 | 7:7  |
| 2017 | Gabon                      | Quarti di finale | 2 | 1 | 1 | 7:5  |
| 2019 | Egitto                     | Ottavi di finale | 1 | 1 | 2 | 6:6  |
| 2021 | Camerun                    | Non qualificata  | - | - | - | -    |
| 2023 | Costa d'Avorio             | Quarto posto     | 1 | 5 | 1 | 6:5  |

## Tutte le rose

### Coppa del Mondo
Coppa del Mondo FIFA 19741 Kazadi, 2 Mwepu, 3 Mukombo, 4 Bwanga, 5 Lobilo, 6 Kilasu, 7 Tshinabu, 8 Mana, 9 Kembo Kembo, 10 Kidumu, 11 Kabasu, 12 Tubilandu, 13 Ndaye, 14 Mayanga Maku, 15 Kibonge, 16 Mwape, 17 Ngoie, 18 Mavuba, 19 Mbungu, 20 Ntumba, 21 Kakoko, 22 Kalambay, CT: Vidinić

### Coppa d'Africa
Coppa d'Africa 1968P Ebengo, P Kazadi, P Matumona, D Katumba, D Mbuli, D Mukombo, C Kembo Kembo, C Kibonge, C Kidumu, A Kalala Mukendi, A Mwana Kasongo, ? Bilengi, ? Kabamba, ? Lembi, ? Mange, ? Mokili, ? Mulongo, ? Mungamuni, ? Muwawa, ? Mvukani, ? Mwila, ? Ngenyibungi, ? Tshimanga, CT: Csanádi
Coppa d'Africa 1974P Tubilandu, P Kazadi, D Lobilo, D Bwanga, D Mwepu, C Kembo Kembo, C Ngoie, C Kibonge, C Mavuba, C Mayanga Maku, C Kidumu, C Mukombo, C Tshinabu, C T. Mbungu, A E. Mbungu, A Kakoko, A Mana, A Ndaye, CT: Vidinić
Coppa d'Africa 1988P Merikani, D Kalau, D Makengo, D Mutombo, D N'Galula, D N'Gombo, D N'Kongolo, C Kinkomba Kingambo, C Lemba, C Mbote, C Menayane, C Muntubila, A Kabongo, A Mapuata N'Kiambi, A Mobati, A N'Kama, CT: Pfister
Coppa d'Africa 19921 Merikani, 2 Taifan, 3 Tomisi, 4 N'Galula, 5 Kasongo, 6 Lukose, 7 Makongo, 8 Makengo, 9 Muya, 10 Ngombo, 11 Lemba, 12 Etshele, 13 Kingambo, 14 Mayanga, 15 Mukanya, 16 Mbote, 17 Simba, 18 Menayane, 19 Assombalanga, 20 Balenga, 21 N'Gole, 22 Ngombe, CT: Kulala
Coppa d'Africa 19941 Mpia, 2 Mukuayanzo, 3 Tambwe, 4 Danga, 5 Kasongo, 6 Lukose, 7 Lukima, 8 Makengo, 9 Ngombo, 10 Nzau, 11 Lemba, 12 Lembi, 13 Mateso, 14 Mukanya, 15 Mbote, 16 Ngwengwe, 17 Elonga-Ekakia, 18 Lukaku, 19 Mbunga, 20 Nsimba, 21 Ngoy, 22 Ngaduane, CT: Kulala
Coppa d'Africa 19961 Babale, 2 Merikani, 3 Tambwe, 4 Danga, 5 Mazingu-Dinzey, 6 Hitoto, 7 Kasongo, 8 Lukose, 9 Monka, 10 Kabongo, 11 Lembi, 12 Kalenga, 13 Kiniambi, 14 Mamale, 15 Mukanya, 16 N'Dinga, 17 Essende, 18 Lukaku, 19 Kasongo, 20 N'Gole, 21 Ngonge, 22 Ngaduane, CT: Ertuğral-Lusadusu
Coppa d'Africa 19981 Kombe, 2 Kimoto, 3 Kisombe, 4 Makenga, 5 Kabongo, 6 Selenge, 7 Banza, 8 Hitoto, 9 Mbuilua, 10 Simba, 11 Litimba, 12 Mayala, 13 Bakasu, 14 Mungongo, 15 Bazamba, 16 Mbayo, 17 Mamale, 18 Kanokene, 19 Bapupa, 20 Bembuena-Keve, 21 Ilunga, 22 Mtshipayi, CT: Watunda
Coppa d'Africa 20001 Mayala, 2 Bageta, 3 Kasongo, 4 Yuvuladio, 5 Bakasu, 6 Mukando, 7 Banza, 8 Nsilulu, 9 Ngonge, 10 Mputu, 11 Mamale, 12 Kombe, 13 Mangituka, 14 Mazingu-Dinzey, 15 Londji, 16 Apataki, 17 Mulekelayi, 18 Yemweni, 19 Mbabu, 20 Bazamba, 21 Kibwey, 22 Mampuya, CT: Lusadusu
Coppa d'Africa 20021 Kalemba, 2 Kayembe, 3 Kisombe, 4 Yuvuladio, 5 Bakasu, 6 Mayélé, 7 Essengo, 8 Mbiyavanga, 9 LuaLua, 10 Mulekelayi, 11 Kimoto, 12 Kombe, 13 Bageta, 14 Boeka-Lisasi, 15 Kasongo, 16 Apataki, 17 Manzamgala, 18 Nonda, 19 Mbayo, 20 Muamba Musasa, 21 Tekumu, 22 Babale, CT: Watunda
Coppa d'Africa 20041 Kombe, 2 Musasa, 3 Muzinga, 4 Mubiala, 5 Kalala, 6 Luntala, 7 Kalulika, 8 Ndiwa, 9 LuaLua, 10 Masudi, 11 Musasa, 12 Matingou, 13 Ngoy, 14 Mazingu-Dinzey, 15 Ilunga, 16 Lukata, 17 Piana, 18 Mbayo, 19 Biscotte, 20 Kisombe, 21 Nzuzi, 22 Kidiaba, CT: Wadsworth
Coppa d'Africa 20061 Kalemba, 2 Mubiala, 3 Nsumbu, 4 Tshinyama, 5 Biscotte, 6 Milambo, 7 Kinkela, 8 Mputu, 9 LuaLua, 10 Matumona, 11 Mbayo, 12 Matingou, 13 Lubanzadio, 14 Ilongo, 15 Ilunga, 16 Tampungu, 17 Lelo, 18 Bokese, 19 Kalala, 20 Kabundi, 21 Kasongo, 22 Musasa, 23 Chansa, CT: Le Roy
Coppa d'Africa 20131 Kidiaba, 2 Mpeko, 3 Kasusula, 4 Kabangu, 5 Mulemo, 6 Manzia, 7 Mulumbu, 8 Mputu, 9 Mbokani, 10 Matumona, 11 Kanda, 12 Ilunga, 13 Kaluyituka, 14 Mabiala, 15 LuaLua, 16 Mandanda, 17 Mongongu, 18 Makiadi, 19 Mbemba, 20 Luvumbu, 21 Zakuani, 22 Kisombe, 23 Bakala, CT: Le Roy
Coppa d'Africa 20151 Kidiaba, 2 Mpeko, 3 Kasusula, 4 Oualembo, 5 Munganga, 6 Makiadi, 7 Mulumbu, 8 Kage, 9 Mbokani, 10 Kebano, 11 Bolasie, 12 Mabele, 13 Kabananga, 14 Zakuani, 15 Kimwaki, 16 Kudimbana, 17 Mongongu, 18 Mabwati, 19 Bokila, 20 Mabidi, 21 Mubele, 22 Mbemba, 23 Mandanda, CT: Ibengé
Coppa d'Africa 20171 Matampi, 2 Mpeko, 3 N'Sakala, 4 Ikoko, 5 Tisserand, 6 Kabananga, 7 Mulumbu, 8 M'Poku, 9 Mbokani, 10 Kebano, 11 Botaka, 12 Bolingi, 13 Lomalisa, 14 Zakuani, 15 Mulumba, 16 Kudimbana, 17 Bakambu, 18 Bokadi, 19 Bokila, 20 Maghoma, 21 Mubele, 22 Mbemba, 23 Kiassumbua, CT: Ibengé
Coppa d'Africa 20191 Matampi, 2 Mpeko, 3 Muzinga, 4 Ungenda, 5 Tisserand, 6 Akolo, 7 Mulumbu, 8 Mputu, 9 Bolingi, 10 M'Poku, 11 Bolasie, 12 Moke, 13 Elia, 14 Masuaku, 15 Luyindama, 16 Mossi, 17 Bakambu, 18 Bokadi, 19 Assombalonga, 20 Maghoma, 21 Shabani, 22 Mbemba, 23 Mandanda, CT: Ibengé
Coppa d'Africa 20231 Mpasi, 2 Inonga, 4 Bayeye, 5 Batubinsika, 6 Tshibola, 7 Diangana, 8 Moutoussamy, 10 Bongonda, 11 Silas, 12 Kayembe, 13 Elia, 14 Kakuta, 15 Bushiri, 16 Bertaud, 17 Bakambu, 18 Pickel, 19 Mayele, 20 Wissa, 21 Siadi, 22 Mbemba, 23 Banza, 24 Kalulu, 25 Mfulu, 26 Masuaku, CT: Desabre

## Rosa attuale
Lista dei giocatori convocati per le Qualificazioni alla Coppa delle nazioni africane 2025 del 16 e 19 novembre 2024 contro Guinea ed Etiopia.
Presenze e reti aggiornate al termine della seconda gara.
|  | P | Lionel Mpasi         | 1º agosto 1994   | 17 | -14 | Rodez                |  |  |
|  | P | Dimitry Bertaud      | 6 giugno 1998    | 10 | -2  | Montpellier          |  |  |
|  | P | Timothy Fayulu       | 24 luglio 1999   | 0  | 0   | Sion                 |  |  |
|  |   |                      |                  |    |     |                      |  |  |
|  | D | Chancel Mbemba       | 8 agosto 1994    | 90 | 6   | Olympique Marsiglia  |  |  |
|  | D | Arthur Masuaku       | 7 novembre 1993  | 32 | 3   | Beşiktaş             |  |  |
|  | D | Henoc Inonga Baka    | 1º novembre 1993 | 27 | 0   | FAR Rabat            |  |  |
|  | D | Gédéon Kalulu        | 29 agosto 1997   | 21 | 0   | Lorient              |  |  |
|  | D | Joris Kayembe        | 8 agosto 1994    | 13 | 0   | Genk                 |  |  |
|  | D | Dylan Batubinsika    | 15 febbraio 1996 | 10 | 1   | Saint-Étienne        |  |  |
|  | D | Axel Tuanzebe        | 14 novembre 1997 | 3  | 0   | Ipswich Town         |  |  |
|  | D | Rocky Bushiri        | 30 novembre 1999 | 2  | 0   | Hibernian            |  |  |
|  | D | Peter Kioso          | 15 agosto 1999   | 1  | 0   | Oxford Utd           |  |  |
|  |   |                      |                  |    |     |                      |  |  |
|  | C | Samuel Moutoussamy   | 12 agosto 1996   | 42 | 0   | Sivasspor            |  |  |
|  | C | Edo Kayembe          | 6 ottobre 1998   | 25 | 2   | Watford              |  |  |
|  | C | Charles Pickel       | 15 maggio 1997   | 20 | 0   | Cremonese            |  |  |
|  | C | William Balikwisha   | 12 maggio 1999   | 6  | 0   | OH Lovanio           |  |  |
|  | C | Noah Sadiki          | 17 dicembre 2004 | 6  | 0   | Union Saint-Gilloise |  |  |
|  | C | Ngal'ayel Mukau      | 3 novembre 2004  | 2  | 0   | Lilla                |  |  |
|  |   |                      |                  |    |     |                      |  |  |
|  | A | Meschak Elia         | 6 agosto 1997    | 52 | 11  | Young Boys           |  |  |
|  | A | Chadrac Akolo        | 1º aprile 1995   | 27 | 2   | San Gallo            |  |  |
|  | A | Theo Bongonda        | 20 novembre 1995 | 26 | 4   | Spartak Mosca        |  |  |
|  | A | Fiston Kalala Mayele | 24 giugno 1994   | 25 | 4   | Pyramids             |  |  |
|  | A | Silas                | 6 ottobre 1998   | 19 | 1   | Stella Rossa         |  |  |
|  | A | Simon Banza          | 13 agosto 1996   | 12 | 0   | Trabzonspor          |  |  |
|  | A | Samuel Essende       | 30 gennaio 1998  | 6  | 0   | Augusta              |  |  |
|  | A | Nathanaël Mbuku      | 16 marzo 2002    | 3  | 0   | Dinamo Zagabria      |  |  |

## Record individuali
Dati aggiornati al 10 febbraio 2024.
I calciatori in grassetto sono ancora attivi con la nazionale.

### Classifica presenze
| Pos. | Giocatore         | Presenze | Reti | Periodo   |
| ---- | ----------------- | -------- | ---- | --------- |
| 1    | Chancel Mbemba    | 83       | 6    | 2011-     |
| 2    | Issama Mpeko      | 81       | 1    | 2012-     |
| 3    | Muteba Kidiaba    | 64       | 0    | 2002-2015 |
| 4    | Cédric Bakambu    | 54       | 16   | 2015-     |
| 5    | Zola Matumona     | 53       | 9    | 2002-2014 |
| 5    | Trésor Mputu      | 53       | 14   | 2004-2022 |
| 7    | Joël Kimwaki      | 52       | 3    | 2009-2016 |
| 8    | Yannick Bolasie   | 50       | 9    | 2013-2022 |
| 9    | Marcel Mbayo      | 50       | 4    | 1996-2011 |
| 10   | Dieumerci Mbokani | 49       | 22   | 2005-2022 |

### Classifica reti
| Pos. | Giocatore            | Reti | Pres. | Periodo   | Media gol |
| ---- | -------------------- | ---- | ----- | --------- | --------- |
| 1    | Dieumerci Mbokani    | 22   | 49    | 2005-2022 | 0.44      |
| 2    | Cédric Bakambu       | 16   | 54    | 2015-     | 0.27      |
| 3    | Shabani Nonda        | 14   | 22    | 2000-2008 | 0.63      |
| 4    | Trésor Mputu         | 14   | 53    | 2004-2022 | 0.26      |
| 5    | Jean-Jacques Yemweni | 12   | 16    | 2000-2007 | 0.75      |
| 6    | Ndaye Mulamba        | 10   | 20    | 1973-1976 | 0.50      |
| 7    | Ngoy Kabongo         | 10   | 21    | 1981-1991 | 0.48      |

### Videografia
- Federico Ferri, Federico Buffa, Storie Mondiali: Arancia Meccanica (1974), Sky Sport, 2014.